# Кевін Ткачук
Ткачук Кевін (нар. 11 вересня 1976, Томпсон, провінція Манітоба, Канада). Стовп (англ. prop) національної збірної Канади з регбі та колишній гравець клубу «Воїни Ґлазґо» з Шотландії, що виступає в Магнерз Лізі.
Зріст — 180 см.
Вага — 115 кг.
Кевін почав грати за «Воїнів Ґлазґо» в 2004 році закінчивши Келлог-коледж Оксфордського університету, ставши магістром історії. При цьому він виступав за команду Оксфордського університету з 2001 по 2003 рік, і заніс спробу в грі команди зі збірною Австралії. Здобув тричі традиційні відзнаки "Блакитна стрічка" у 2000, 2001 та 2002 роках за перевагу над командою Кембриджського університету.
Починаючи з 2000 року Кевін є гравцем національної збірної Канади (51 гра). 6 разів був капітаном збірної. Учасник Кубка Світу 2003 року.
У травні 2006 року дебютував за найпрестижніший клуб-збірну світу «Варвари» у матчі проти Шотландії.
За кілька днів по тому Кевіна визнано Гравцем року серед «Воїнів».
У тому ж році збірна Канади за його участі перемогла США 56-7 у кваліфікаційному матчі до Кубка Світу-2007. Щоправда, зіграти на ньому Кевіну завадила травма.
Наприкінці сезону 2010 року Кевін вирішив завершити кар'єру професійного гравця Воїнів та повернувся до Канади. Добре відігравши у іграх проти головного конкурента-збірної США, та здобувши спільно зі збірною право на участь у Кубка Світу-2011, Кевін знову ж не зможе зіграти у ньому через травми.
Також він грав за канадські клуби: «Регіна Кампіон Градз», «Вогонь прерій» — клуб канадської Суперліги, «Капілано» і «Каставейських Мандрівників» — що у Британській Колумбії, та за англійських «Яструбів Генлі» і Pertemps Bees.
Збірна Канади за участі Кевіна, після чергової перемоги над збірною США, вийшла до фінального етапу Кубка Світу 2011 року, що відбудеться у Новій Зеландії.
Колишній борець (реслінг), зірка грідірону (американський футбол) та ковзаняр, Кевін відзначається міцністю, мобільністю та віддачею.